# 모리 스터링

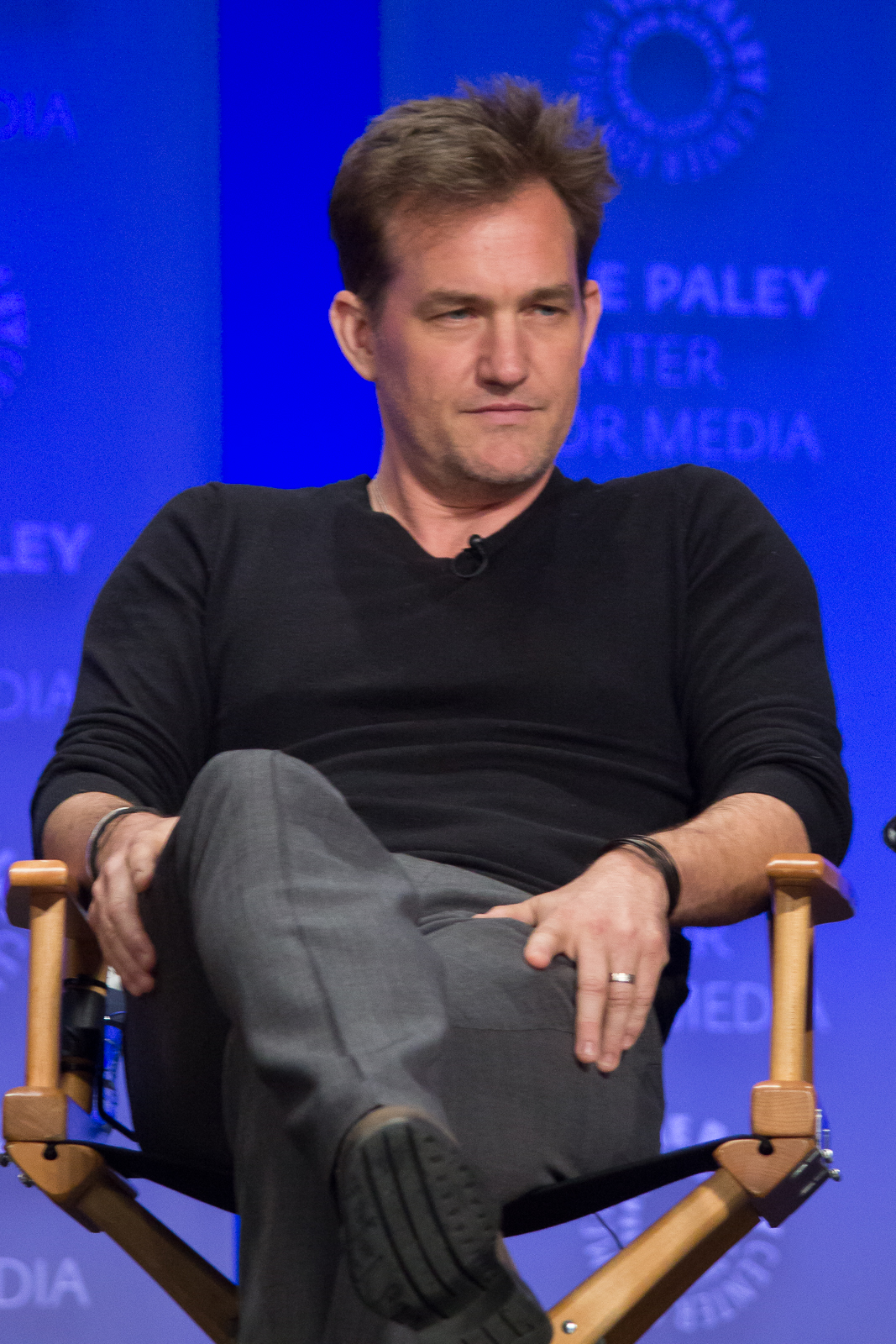

모리 스털링(Maury Sterling, 1971년 9월 1일 ~ )은 미국의 배우이다. 밀밸리에서 태어났다.

## 출연 작품
- 평행이론: 도플갱어 살인 (2013년) - 케빈 역
- 리브 위드 잇 (2011년)
- 쿵푸 팬더 2 (2011년) - 울프 솔저 #3 역
- 스모킹 에이스 2 (2010년)
- A-특공대 (2010년)
- 프랙탤러스 (2008년)
- 비버리힐즈 치와와 (2008년)
- 프로릭 (2007년) - 존 역
- 스모킹 에이스 (2007년) - 레스터 트리머 역
- 페이스리스 (2006년)
- 데드 미트 (2005년)
- 일루전 (2004년)
- 프랭키와 자니 결혼하다 (2003년)
- 하트의 전쟁 (2002년)
- 임포스터 (2001년)
- 에너미 라인 (1998년) - 도니 역
- 풀 문 라이징 (1996년)
- LA 캅스 (1996년)
- 아웃브레이크 (1995년)

### 텔레비전
- 홈랜드 시즌4
- 엑스탠트
- CSI 라스베가스 시즌1 (2000년)
- 저징 에이미 (1999년)
- ER (1994년)